# That Hideous Strength
That Hideous Strength (subtitlu A Modern Fairy-Tale for Grown-Ups) este un roman științifico-fantastic din 1945 scris de C. S. Lewis, al treilea din The Space Trilogy (Trilogia Spațiului) Cosmic Trilogy sau Ransom Trilogy, care mai conține romanele Out of the Silent Planet (1938) și Perelandra (1943). În 1946, editura Avon a publicat o versiune specială a romanului That Hideous Strength prescurtată de către C. S. Lewis intitulată The Tortured Planet.
Trilogia a fost inspirată și influențată de romanul lui David Lindsay din 1920, A Voyage to Arcturus.
Titlul romanului este preluat dintr-o poezie scrisă de David Lyndsay, Ane Dialog betuix Experience and ane Courteour, cunoscut și sub titlul The Monarche (1555). Versurile lui Lyndsay fac referire la Tower of Babel, a cărui  umbră, în imaginația poetului, se întinde pe mai bine de șase mile: "The shadow of that hyddeous strength, sax myle and more it is of length".
Spre deosebire de celelalte romane în care acțiunea are loc în spațiul cosmic sau pe alte planete (Marte, Venus), în acest roman acțiunea are loc pe Pământ. Un automat gânditor este în secret în contact cu entități demonice, care intenționează să distrugă planeta Pământ.